# Coelotes rudolfi
Coelotes rudolfi là một loài nhện trong họ Amaurobiidae.
Loài này thuộc chi Coelotes. Coelotes rudolfi được Ehrenfried Schenkel-Haas miêu tả năm 1925.